# Џигме Хесар Намгјел Вангчук
Џигме Хесар Намгјел Вангчук (џонг. འཇིགས་མེད་ཁེ་སར་རྣམ་རྒྱལ་དབང་ཕྱུག, енгл. Jigme Khesar Namgyel Wangchuck; рођен 21. фебруара 1980. у Непалу) је пети Краљ змаја Бутана, и директни потомак династије Вангчук. Постао је краљ 9. децембра 2006, а званично је крунисан 6. новембра 2008. године.

## Детињство и младост
Хесар је најстарији син четвртог краља Бутана Џигме Синге Вангчука и његове треће жене краљице Церинг Јангдон Вангчук. Има млађу сестру, принцезу Дечен Јангзом, млађег брата Џигме Дорџи Вангчука, као и четири полу-сестре и три полу-брата. По завршетку виших средњих студија на Јангцепунг вишој школи, Хесар је студирао у иностранству на Филипс академији, Кашинг академији и Веатон колеџу у Масачусетсу, пре дипломирања на Магдален колеџу Универзитета у Оксфорду, где је завршио међународне односе. Често је деловао као представник Бутана на међународним догађајима.

## Крунисани принц
Престолонаследник, популарно познат народу као „Dasho Khesar“, путовао је у пратњи свог оца на бројним турнејама широм Уједињеног Краљевства. Он је предстваљао Бутан на неколико међународних догађаја. Дана 8. маја 2002. представљао је Бутан на седмој генералној скупштини Уједињених нација. Присуствовао је 12-13. маја 2006. на прослави шездесетогодишњице владавине тајландског краља Пумипун Адунједете уз присуство делегација 25 краљевина из целог света. Џигме је на тој прослави био најмлађи члан неке делегације и скренуо је пажњу на себе.

## Ступање на престо
Дана 17. децембра 2005, када је имао педесет година, Џигме Синге Вангчук објавио је намеру да абдицира и престо препусти сину 2008. године. Едиктом који је издао 9. децембра 2006. власт је одмах препустио свом сину Џигме Хесар Намгјел Вангчуку, који је званично крунисан 1. новембра 2008. године у Пунакхи. Верски обреди и јавне прославе одржане су у манастиру Ташичо-џонг и на стадиону Чанглимитанг у Тимбу. Крунисању је присуствовао велики број званичника, укључујући и председницу Индије Пратибу Патил.

## Веридба и краљевско венчање
Док је отварао седницу парламента у петак, 20. маја 2011, краљ је објавио своју веридбу са Џецун Пемом, рођене у Тимбу 4. јуна 1990. Они су се венчали 13. октобра 2011. у манастиру Пунакха-џонг. Краљевско венчање је највећи медијски догађај у историји. Церемонија краљевског венчања одржана у Пунакхи а затим су уследиле посете различитим деловима земље. Током церемоније краљ је примио круну из светог храма Џонг и даривао је круну Џеџун Пеми, чиме је она формално проглашена за краљицу.
Дана 11. новембра 2015. године је објављено да краљица и краљ очекују прво дете. Краљица је 5. фебруара 2016. године родила сина који је добио име Џигме Намгјел Вангчук. У децембру 2019. године је објављено да краљица очекује друго дете, које би требало да се роди у пролеће 2020. године. Краљица је 19. марта 2020. године родила другог сина који је по рођену добио име Џигме Угјен Вангчук. Треће дете, девојчицу, добили су 9. септембра 2023. године и дали су јој име Сонам Јангден Вангчук.

## Достигнућа

### Демократизација
Млади краљ је владавину почео демократизацијом државе. Као председавајући народне скупштине повео је питање о изборним законима, реформама земљишта и другим важним питањима. Он је навео да је одговорност ове генерације Бутанаца да се осигура успех демократије. Он је такође путовао широм земље да подстакне учешће младих у демократизацији Бутана, говорећи углавном младима о потреби Бутанаца да се залажу за веће стандарде у образовању, у послу, јавној служби и потреби људи у малим земљама да раде напорније од других.

### Дипломатија
Потписао је нови уговор о пријатељству са Индијом у фебруару 2007, замењујући споразум из 1949. године. Устав Краљевине Бутан је усвојен 18. јула 2008, а по први пут је изабрана и народна скупштина на изборима.

### Амнестија
Устав из Бутана оснажује краља да одобри амнестију затвореницима. Током 2014. године помиловао је 45 затвореника који су били затворени због поседовања прекомерне количине дувана, након измене Закона о контроли дувана у Бутану од стране парламента Бутана. Краљевско помиловање је одобрено онима који нису понављали преступе и који су имали добре владање у затвору.

## Популарност у иностранству
Након посете Тајланду, као престолонаследник 2006. године краљ је постао изузетно популаран у Тајланду. Број тајландских туриста који посећују Бутан се стално повећава од његове посете. У новембру 2011, краљ је са краљицом Џецун био у државној посети Јапану. Они су били први државни гости у Јапану од земљотреса 2011. године. Краљевска посета је имала сличан ефекат, са извештајима да су Јапанци опчињени краљем и земљом. Млади монарх је често описиван од стране међународних медија као „шармантан“ и „згодан“. Познат је по томе што је у честом додиру са својим народом, и често се назива „народним краљем“.
У веома добрим односима је са Индијом и у неколико наврата посетио је ову државу. Био је специјални гост на прослави дана републике 2013. године. У марту 2015. године, краљ и краљица су били међу страним званичницима који су присуствовали сахрани бившег премијера Сингапура Ли Гуангјаоа.